# Mistrovství světa ve fotbale hráčů do 20 let 2011
Mistrovství světa ve fotbale hráčů do 20 let 2011 se konalo od 29. července do 20. srpna 2011 v Kolumbii. Turnaj, pořádaný pod patronací FIFA byl osmnáctým v historii. Odehrán byl ve městech Bogota, Cali, Medellín, Manizales, Armenia, Cartagena, Pereira a Barranquilla. Vítězem se stala brazilská fotbalová reprezentace do 20 let.

## Účastníci
| Konfederace                                   | Kvalifikační turnaj                                       | Kvalifikované týmy                                       |
| --------------------------------------------- | --------------------------------------------------------- | -------------------------------------------------------- |
| AFC (Asie)                                    | Mistrovství Asie ve fotbale hráčů do 19 let 2010          | Severní Korea Austrálie Jižní Korea Saúdská Arábie       |
| CAF (Afrika)                                  | Mistrovství Afriky ve fotbale hráčů do 20 let 2011        | Nigérie Kamerun Egypt Mali                               |
| CONCACAF (Severní, Střední Amerika a Karibik) | Mistrovství ve fotbale zemí CONCACAF do 20 let 2011       | Mexiko Kostarika Guatemala Panama                        |
| CONMEBOL (Jižní Amerika)                      | Mistrovství Jižní Ameriky ve fotbale hráčů do 20 let 2011 | Brazílie Uruguay Argentina Ekvádor                       |
| OFC (Oceánie)                                 | Mistrovství Oceánie ve fotbale hráčů do 20 let 2011       | Nový Zéland                                              |
| UEFA (Evropa)                                 | Mistrovství Evropy ve fotbale hráčů do 19 let 2010        | Francie Španělsko Chorvatsko Anglie Portugalsko Rakousko |
| Hostitel                                      | Hostitel                                                  | Kolumbie                                                 |

## Základní skupiny
| Vysvětlivky | Vysvětlivky                                                                                    |
| ----------- | ---------------------------------------------------------------------------------------------- |
|             | První dva týmy z každé skupiny a čtyři nejlepší týmy na třetích místech postoupily do play off |

### Skupina A
| Tým         | Z | V | R | P | VG | IG | +/− | B |
| ----------- | - | - | - | - | -- | -- | --- | - |
| Kolumbie    | 3 | 3 | 0 | 0 | 7  | 1  | +6  | 9 |
| Francie     | 3 | 2 | 0 | 1 | 6  | 5  | +1  | 6 |
| Jižní Korea | 3 | 1 | 0 | 2 | 3  | 4  | –1  | 3 |
| Mali        | 3 | 0 | 0 | 3 | 0  | 6  | −6  | 0 |

| 30. července 2011 18:00 |        |                                             |                                                                                                |
| Mali                    | 0 – 2  | Jižní Korea                                 | Estadio Nemesio Camacho (El Campín), Bogota diváci: 36 111 rozhodčí: Mark Clattenburg (Anglie) |
|                         | Report | Kim Kyung-Jung 50' Jang Hyun-Soo 80' (pen.) | Estadio Nemesio Camacho (El Campín), Bogota diváci: 36 111 rozhodčí: Mark Clattenburg (Anglie) |

| 30. července 2011 21:00                        |        |          |                                                                                                  |
| Kolumbie                                       | 4 – 1  | Francie  | Estadio Nemesio Camacho (El Campín), Bogota diváci: 36 111 rozhodčí: Peter O'Leary (Nový Zéland) |
| Rodríguez 30' (pen.) Muriel 48', 66' Arias 64' | Report | Sunu 21' | Estadio Nemesio Camacho (El Campín), Bogota diváci: 36 111 rozhodčí: Peter O'Leary (Nový Zéland) |

| 2. srpna 2011 17:00                 |        |                  |                                                                                               |
| Francie                             | 3 – 1  | Jižní Korea      | Estadio Nemesio Camacho (El Campín), Bogota diváci: 36 103 rozhodčí: Wilson Seneme (Brazílie) |
| Sunu 27' Fofana 81' Lacazette 90+1' | Report | Kim Young-Uk 59' | Estadio Nemesio Camacho (El Campín), Bogota diváci: 36 103 rozhodčí: Wilson Seneme (Brazílie) |

| 2. srpna 2011 20:00          |        |      |                                                                                            |
| Kolumbie                     | 2 – 0  | Mali | Estadio Nemesio Camacho (El Campín), Bogota diváci: 36 103 rozhodčí: Istvan Vad (Maďarsko) |
| Valencia 23' Rodríguez 90+1' | Report |      | Estadio Nemesio Camacho (El Campín), Bogota diváci: 36 103 rozhodčí: Istvan Vad (Maďarsko) |

| 5. srpna 2011 20:00       |        |      |                                                                                  |
| Francie                   | 2 – 0  | Mali | Estadio Pascual Guerrero, Cali diváci: 31 395 rozhodčí: Antonio Arias (Paraguay) |
| Bakambu 70' Lacazette 77' | Report |      | Estadio Pascual Guerrero, Cali diváci: 31 395 rozhodčí: Antonio Arias (Paraguay) |

| 5. srpna 2011 20:00 |        |             | |
| Kolumbie            | 1 – 0  | Jižní Korea | Estadio Nemesio Camacho (El Campín), Bogota diváci: 36 082 rozhodčí: Markus Strömbergsson (Švédsko) |
| Muriel 37'          | Report |             | Estadio Nemesio Camacho (El Campín), Bogota diváci: 36 082 rozhodčí: Markus Strömbergsson (Švédsko) |

### Skupina B
| Tým         | Z | V | R | P | VG | IG | +/− | B |
| ----------- | - | - | - | - | -- | -- | --- | - |
| Portugalsko | 3 | 2 | 1 | 0 | 2  | 0  | +2  | 7 |
| Kamerun     | 3 | 1 | 1 | 1 | 2  | 2  | 0   | 4 |
| Nový Zéland | 3 | 0 | 2 | 1 | 2  | 3  | –1  | 2 |
| Uruguay     | 3 | 0 | 2 | 1 | 1  | 2  | –1  | 2 |

| 30. července 2011 17:00 |        |                  |                                                                                  |
| Kamerun                 | 1 – 1  | Nový Zéland      | Estadio Pascual Guerrero, Cali diváci: 35 262 rozhodčí: William Collum (Skotsko) |
| Mbondi 33'              | Report | Tchaha 40' (vl.) | Estadio Pascual Guerrero, Cali diváci: 35 262 rozhodčí: William Collum (Skotsko) |

| 30. července 2011 20:00 |        |         |                                                                                            |
| Portugalsko             | 0 – 0  | Uruguay | Estadio Pascual Guerrero, Cali diváci: 35 262 rozhodčí: Abdulrahman Mohammed Abdou (Katar) |
|                         | Report |         | Estadio Pascual Guerrero, Cali diváci: 35 262 rozhodčí: Abdulrahman Mohammed Abdou (Katar) |

| 2. srpna 2011 17:00 |        |             |                                                                                |
| Uruguay             | 1 – 1  | Nový Zéland | Estadio Pascual Guerrero, Cali diváci: 28 884 rozhodčí: Cüneyt Çakir (Turecko) |
| Luna 74'            | Report | Bevin 57'   | Estadio Pascual Guerrero, Cali diváci: 28 884 rozhodčí: Cüneyt Çakir (Turecko) |

| 2. srpna 2011 20:00 |        |         |                                                                                  |
| Portugalsko         | 1 – 0  | Kamerun | Estadio Pascual Guerrero, Cali diváci: 28 884 rozhodčí: Antonio Arias (Paraguay) |
| N. Oliveira 18'     | Report |         | Estadio Pascual Guerrero, Cali diváci: 28 884 rozhodčí: Antonio Arias (Paraguay) |

| 5. srpna 2011 17:00 |        |             |                                                                              |
| Portugalsko         | 1 – 0  | Nový Zéland | Estadio Pascual Guerrero, Cali diváci: 31 395 rozhodčí: Kim Dong-Jin (Korea) |
| Rui 31'             | Report |             | Estadio Pascual Guerrero, Cali diváci: 31 395 rozhodčí: Kim Dong-Jin (Korea) |

| 5. srpna 2011 17:00 |        |            |                                                                                        |
| Uruguay             | 0 – 1  | Kamerun    | Estadio Nemesio Camacho (El Campín), Bogota diváci: 36 082 rozhodčí: Mark Geiger (USA) |
|                     | Report | Mbongo 28' | Estadio Nemesio Camacho (El Campín), Bogota diváci: 36 082 rozhodčí: Mark Geiger (USA) |

### Skupina C
| Tým       | Z | V | R | P | VG | IG | +/− | B |
| --------- | - | - | - | - | -- | -- | --- | - |
| Španělsko | 3 | 3 | 0 | 0 | 11 | 2  | +9  | 9 |
| Ekvádor   | 3 | 1 | 1 | 1 | 4  | 3  | +1  | 4 |
| Kostarika | 3 | 1 | 0 | 2 | 4  | 9  | −5  | 3 |
| Austrálie | 3 | 0 | 1 | 2 | 4  | 9  | −5  | 1 |

| 31. července 2011 15:00 |        |                                             |                                                                                |
| Kostarika               | 1 – 4  | Španělsko                                   | Estadio Palogrande, Manizales diváci: 17 075 rozhodčí: Darío Ubriaco (Uruguay) |
| Ruiz 65'                | Report | Rodrigo 14', 48' Koke 81' Isco 90+4' (pen.) | Estadio Palogrande, Manizales diváci: 17 075 rozhodčí: Darío Ubriaco (Uruguay) |

| 31. července 2011 18:00 |        |           |                                                                                   |
| Austrálie               | 1 – 1  | Ekvádor   | Estadio Palogrande, Manizales diváci: 17 075 rozhodčí: Djamel Haimoudi (Alžírsko) |
| Oar 89'                 | Report | Govea 24' | Estadio Palogrande, Manizales diváci: 17 075 rozhodčí: Djamel Haimoudi (Alžírsko) |

| 3. srpna 2011 17:00 |        |                         |                                                                                    |
| Ekvádor             | 0 – 2  | Španělsko               | Estadio Palogrande, Manizales diváci: 10 130 rozhodčí: Peter O'Leary (Nový Zéland) |
|                     | Report | Canales 67' Vázquez 85' | Estadio Palogrande, Manizales diváci: 10 130 rozhodčí: Peter O'Leary (Nový Zéland) |

| 3. srpna 2011 20:00     |        |                            |                                                                                         |
| Austrálie               | 2 – 3  | Kostarika                  | Estadio Palogrande, Manizales diváci: 10 130 rozhodčí: Robert Schöergenhofer (Rakousko) |
| Oar 26' Calvo 64' (vl.) | Report | Campbell 22', 27' Ruiz 72' | Estadio Palogrande, Manizales diváci: 10 130 rozhodčí: Robert Schöergenhofer (Rakousko) |

| 6. srpna 2011 17:00          |        |           |                                                                                          |
| Ekvádor                      | 3 – 0  | Kostarika | Estadio Hernán Ramírez Villegas, Pereira diváci: 13 714 rozhodčí: Cüneyt Çakır (Turecko) |
| Montaño 2' de Jesús 13', 69' | Report |           | Estadio Hernán Ramírez Villegas, Pereira diváci: 13 714 rozhodčí: Cüneyt Çakır (Turecko) |

| 6. srpna 2011 17:00 |        |                                                    |                                                                                 |
| Austrálie           | 1 – 5  | Španělsko                                          | Estadio Palogrande, Manizales diváci: 14 722 rozhodčí: Wilson Seneme (Brazílie) |
| Bulut 27'           | Report | Roberto 1' Vázquez 6', 13', 18' Canales 31' (pen.) | Estadio Palogrande, Manizales diváci: 14 722 rozhodčí: Wilson Seneme (Brazílie) |

### Skupina D
| Tým            | Z | V | R | P | VG | IG | +/− | B |
| -------------- | - | - | - | - | -- | -- | --- | - |
| Nigérie        | 3 | 3 | 0 | 0 | 12 | 2  | +10 | 9 |
| Saúdská Arábie | 3 | 2 | 0 | 1 | 8  | 2  | +6  | 6 |
| Guatemala      | 3 | 1 | 0 | 2 | 1  | 11 | −10 | 3 |
| Chorvatsko     | 3 | 0 | 0 | 3 | 2  | 8  | −6  | 0 |

| 31. července 2011 15:00                       |        |           |                                                                                       |
| Nigérie                                       | 5 – 0  | Guatemala | Estadio Centenario, Armenia diváci: 11 116 rozhodčí: Robert Schöergenhofer (Rakousko) |
| Egbedi 8', 39' Ajagun 47' Kayode 53' Musa 76' | Report |           | Estadio Centenario, Armenia diváci: 11 116 rozhodčí: Robert Schöergenhofer (Rakousko) |

| 31. července 2011 18:00 |        |                              |                                                                                          |
| Chorvatsko              | 0 – 2  | Saúdská Arábie               | Estadio Centenario, Armenia diváci: 11 116 rozhodčí: Noumandiez Doue (Pobřeží slonoviny) |
|                         | Report | Al-Fahmi 54' Al-Muwallad 69' | Estadio Centenario, Armenia diváci: 11 116 rozhodčí: Noumandiez Doue (Pobřeží slonoviny) |

| 3. srpna 2011 17:00                                                                 |        |           |                                                                              |
| Saúdská Arábie                                                                      | 6 – 0  | Guatemala | Estadio Centenario, Armenia diváci: 8 861 rozhodčí: William Collum (Skotsko) |
| Dagriri 17' Al-Fahmi 27' Al-Fatil 58' Al-Shahrani 66' Al-Ibrahim 83' Al-Dawsari 89' | Report |           | Estadio Centenario, Armenia diváci: 8 861 rozhodčí: William Collum (Skotsko) |

| 3. srpna 2011 20:00      |        |                                                |                                                                             |
| Chorvatsko               | 2 – 5  | Nigérie                                        | Estadio Centenario, Armenia diváci: 8 861 rozhodčí: Darío Ubriaco (Uruguay) |
| Lendrić 42' Kramarić 66' | Report | Kayode 25' Suswam 30' Musa 62' Nwofor 69', 73' | Estadio Centenario, Armenia diváci: 8 861 rozhodčí: Darío Ubriaco (Uruguay) |

| 6. srpna 2011 20:00 |        |                       |                                                                                                |
| Saúdská Arábie      | 0 – 2  | Nigérie               | Estadio Hernán Ramírez Villegas, Pereira diváci: 13 714 rozhodčí: Hernando Buitrago (Kolumbie) |
|                     | Report | Musa 45+2' Kayode 85' | Estadio Hernán Ramírez Villegas, Pereira diváci: 13 714 rozhodčí: Hernando Buitrago (Kolumbie) |

| 6. srpna 2011 20:00 |        |              |                                                                               |
| Chorvatsko          | 0 – 1  | Guatemala    | Estadio Centenario, Armenia diváci: 4 209 rozhodčí: Abdulrahman Abdou (Katar) |
|                     | Report | Ceballos 81' | Estadio Centenario, Armenia diváci: 4 209 rozhodčí: Abdulrahman Abdou (Katar) |

### Skupina E
| Tým      | Z | V | R | P | VG | IG | +/− | B |
| -------- | - | - | - | - | -- | -- | --- | - |
| Brazílie | 3 | 2 | 1 | 0 | 8  | 1  | +7  | 7 |
| Egypt    | 3 | 2 | 1 | 0 | 6  | 1  | +5  | 7 |
| Panama   | 3 | 0 | 1 | 2 | 0  | 5  | –5  | 1 |
| Rakousko | 3 | 0 | 1 | 2 | 0  | 7  | –7  | 1 |

| 29. července 2011 17:30 |        |        |                                                                                       |
| Rakousko                | 0 – 0  | Panama | Estadio Jaime Morón León, Cartagena diváci: 13 198 rozhodčí: Antonio Arias (Paraguay) |
|                         | Report |        | Estadio Jaime Morón León, Cartagena diváci: 13 198 rozhodčí: Antonio Arias (Paraguay) |

| 29. července 2011 21:00 |        |           | |
| Brazílie                | 1 – 1  | Egypt     | Estadio Metropolitano Roberto Meléndez, Barranquilla diváci: 45 170 rozhodčí: Cüneyt Çakır (Turecko) |
| Danilo 12'              | Report | Gaber 26' | Estadio Metropolitano Roberto Meléndez, Barranquilla diváci: 45 170 rozhodčí: Cüneyt Çakır (Turecko) |

| 1. srpna 2011 17:00 |        |        | |
| Egypt               | 1 – 0  | Panama | Estadio Metropolitano Roberto Meléndez, Barranquilla diváci: 11 101 rozhodčí: Kim Dong-Jin (Korea) |
| Hegazy 67'          | Report |        | Estadio Metropolitano Roberto Meléndez, Barranquilla diváci: 11 101 rozhodčí: Kim Dong-Jin (Korea) |

| 1. srpna 2011 20:00                          |        |          |                                                                                                 |
| Brazílie                                     | 3 – 0  | Rakousko | Estadio Metropolitano Roberto Meléndez, Barranquilla diváci: 11 101 rozhodčí: Mark Geiger (USA) |
| Henrique 37' Coutinho 52' (pen.) Willian 63' | Report |          | Estadio Metropolitano Roberto Meléndez, Barranquilla diváci: 11 101 rozhodčí: Mark Geiger (USA) |

| 4. srpna 2011 20:00                       |        |        | |
| Brazílie                                  | 4 – 0  | Panama | Estadio Metropolitano Roberto Meléndez, Barranquilla diváci: 16 513 rozhodčí: Mark Clattenburg Anglie) |
| Henrique 40' Coutinho 45+1', 52' Dudu 89' | Report |        | Estadio Metropolitano Roberto Meléndez, Barranquilla diváci: 16 513 rozhodčí: Mark Clattenburg Anglie) |

| 4. srpna 2011 20:00             |        |          |                                                                                       |
| Egypt                           | 4 – 0  | Rakousko | Estadio Jaime Morón León, Cartagena diváci: 16 042 rozhodčí: Walter Lopez (Guatemala) |
| Sobhi 31' Ibrahim 60', 62', 82' | Report |          | Estadio Jaime Morón León, Cartagena diváci: 16 042 rozhodčí: Walter Lopez (Guatemala) |

### Skupina F
| Tým           | Z | V | R | P | VG | IG | +/− | B |
| ------------- | - | - | - | - | -- | -- | --- | - |
| Argentina     | 3 | 2 | 1 | 0 | 4  | 0  | +4  | 7 |
| Mexiko        | 3 | 1 | 1 | 1 | 3  | 1  | +2  | 4 |
| Anglie        | 3 | 0 | 3 | 0 | 0  | 0  | 0   | 3 |
| Severní Korea | 3 | 0 | 1 | 2 | 0  | 6  | –6  | 1 |

| 29. července 2011 14:30 |        |               |                                                                                       |
| Anglie                  | 0 – 0  | Severní Korea | Estadio Atanasio Girardot, Medellín diváci: 25 995 rozhodčí: Wilson Seneme (Brazílie) |
|                         | Report |               | Estadio Atanasio Girardot, Medellín diváci: 25 995 rozhodčí: Wilson Seneme (Brazílie) |

| 29. července 2011 17:30 |        |        |                                                                                    |
| Argentina               | 1 – 0  | Mexiko | Estadio Atanasio Girardot, Medellín diváci: 25 995 rozhodčí: István Vad (Maďarsko) |
| Lamela 70'              | Report |        | Estadio Atanasio Girardot, Medellín diváci: 25 995 rozhodčí: István Vad (Maďarsko) |

| 1. srpna 2011 17:00                               |        |               |                                                                                             |
| Mexiko                                            | 3 – 0  | Severní Korea | Estadio Atanasio Girardot, Medellín diváci: 40 704 rozhodčí: Markus Strömbergsson (Švédsko) |
| Ri Yong-Chol 45+1' (vl.) Guarch 54' De Buen 90+4' | Report |               | Estadio Atanasio Girardot, Medellín diváci: 40 704 rozhodčí: Markus Strömbergsson (Švédsko) |

| 1. srpna 2011 20:00 |        |        |                                                                                       |
| Argentina           | 0 – 0  | Anglie | Estadio Atanasio Girardot, Medellín diváci: 40 704 rozhodčí: Walter López (Guatemala) |
|                     | Report |        | Estadio Atanasio Girardot, Medellín diváci: 40 704 rozhodčí: Walter López (Guatemala) |

| 4. srpna 2011 17:00 |        |        |                                                                                         |
| Mexiko              | 0 – 0  | Anglie | Estadio Jaime Morón León, Cartagena diváci: 16 042 rozhodčí: Djamel Haimoudi (Alžírsko) |
|                     | Report |        | Estadio Jaime Morón León, Cartagena diváci: 16 042 rozhodčí: Djamel Haimoudi (Alžírsko) |

| 4. srpna 2011 17:00                          |        |               |                                                                                                  |
| Argentina                                    | 3 – 0  | Severní Korea | Estadio Atanasio Girardot, Medellín diváci: 14 647 rozhodčí: Noumandiez Doue (Pobřeží slonoviny) |
| Ferreyra 36' Villafáñez 84' Cirigliano 90+5' | Report |               | Estadio Atanasio Girardot, Medellín diváci: 14 647 rozhodčí: Noumandiez Doue (Pobřeží slonoviny) |

### Žebříček týmů na třetích místech
| Sk. | Tým         | Z | V | R | P | VG | IG | +/− | B |
| --- | ----------- | - | - | - | - | -- | -- | --- | - |
| F   | Anglie      | 3 | 0 | 3 | 0 | 0  | 0  | 0   | 3 |
| A   | Jižní Korea | 3 | 1 | 0 | 2 | 3  | 4  | −1  | 3 |
| C   | Kostarika   | 3 | 1 | 0 | 2 | 4  | 9  | −5  | 3 |
| D   | Guatemala   | 3 | 1 | 0 | 2 | 1  | 11 | −10 | 3 |
| B   | Nový Zéland | 3 | 0 | 2 | 1 | 2  | 3  | −1  | 2 |
| E   | Panama      | 3 | 0 | 1 | 2 | 0  | 5  | −5  | 1 |

## Play off
Play off se hrálo podle pravidla pro vytvoření pavouka play-off se 16 týmy, které postoupily z 6 skupin na fotbalových mistrovstvích.
|  | Osmifinále                    | Osmifinále                 |                            |       | Čtvrtfinále   | Čtvrtfinále   |                         |                         | Semifinále | Semifinále |  |  | Finále | Finále |
|  |                               |                            |                            |       |               |               |                         |                         |            |            |  |  |        |        |
|  | 10. srpna 2011 — Barranquilla |                            |                            |       |               |               |                         |                         |            |            |  |  |        |        |
|  |                               |                            |                            |       |               |               |                         |                         |            |            |  |  |        |        |
|  | Brazílie                      | 3                          |                            |       |               |               |                         |                         |            |            |  |  |        |        |
|  | Brazílie                      | 3                          | 14. srpna 2011 — Pereira   |       |               |               |                         |                         |            |            |  |  |        |        |
|  | Saúdská Arábie                | 0                          |                            |       |               |               |                         |                         |            |            |  |  |        |        |
|  | Saúdská Arábie                | 0                          | Brazílie (pen.)            | 2 (4) |               |               |                         |                         |            |            |  |  |        |        |
|  | 10. srpna 2011 — Manizales    |                            | Brazílie (pen.)            | 2 (4) |               |               |                         |                         |            |            |  |  |        |        |
|  |                               | Španělsko                  | 2 (2)                      |       |               |               |                         |                         |            |            |  |  |        |        |
|  | Španělsko (pen.)              | Španělsko                  | 2 (2)                      | 0 (7) |               |               |                         |                         |            |            |  |  |        |        |
|  | Španělsko (pen.)              |                            | 17. srpna 2011 — Pereira   | 0 (7) |               |               |                         |                         |            |            |  |  |        |        |
|  | Jižní Korea                   | 0 (6)                      |                            |       |               |               |                         |                         |            |            |  |  |        |        |
|  | Jižní Korea                   | 0 (6)                      | Brazílie                   | 2     |               |               |                         |                         |            |            |  |  |        |        |
|  | 9. srpna 2011 — Pereira       |                            | Brazílie                   | 2     |               |               |                         |                         |            |            |  |  |        |        |
|  |                               | Mexiko                     | 0                          |       |               |               |                         |                         |            |            |  |  |        |        |
|  | Kamerun                       | Mexiko                     | 0                          | 1 (0) |               |               |                         |                         |            |            |  |  |        |        |
|  | Kamerun                       | 13. srpna 2011 — Bogotá    |                            | 1 (0) |               |               |                         |                         |            |            |  |  |        |        |
|  | Mexiko (pen.)                 | 1 (3)                      |                            |       |               |               |                         |                         |            |            |  |  |        |        |
|  | Mexiko (pen.)                 | 1 (3)                      | Mexiko                     | 3     |               |               |                         |                         |            |            |  |  |        |        |
|  | 9. srpna 2011 — Bogotá        |                            | Mexiko                     | 3     |               |               |                         |                         |            |            |  |  |        |        |
|  |                               | Kolumbie                   | 1                          |       |               |               |                         |                         |            |            |  |  |        |        |
|  | Kolumbie                      | Kolumbie                   | 1                          | 3     |               |               |                         |                         |            |            |  |  |        |        |
|  | Kolumbie                      |                            | 20. srpna 2011 — Bogotá    | 3     |               |               |                         |                         |            |            |  |  |        |        |
|  | Kostarika                     | 2                          |                            |       |               |               |                         |                         |            |            |  |  |        |        |
|  | Kostarika                     | 2                          | Brazílie (prodl.)          | 3     |               |               |                         |                         |            |            |  |  |        |        |
|  | 10. srpna 2011 — Cartagena    |                            | Brazílie (prodl.)          | 3     |               |               |                         |                         |            |            |  |  |        |        |
|  |                               | Portugalsko                | 2                          |       |               |               |                         |                         |            |            |  |  |        |        |
|  | Francie                       | Portugalsko                | 2                          | 1     |               |               |                         |                         |            |            |  |  |        |        |
|  | Francie                       | 14. srpna 2011 — Cali      |                            | 1     |               |               |                         |                         |            |            |  |  |        |        |
|  | Ekvádor                       | 0                          |                            |       |               |               |                         |                         |            |            |  |  |        |        |
|  | Ekvádor                       | 0                          | Francie (prodl.)           | 3     |               |               |                         |                         |            |            |  |  |        |        |
|  | 10. srpna 2011 — Armenia      |                            | Francie (prodl.)           | 3     |               |               |                         |                         |            |            |  |  |        |        |
|  |                               | Nigérie                    | 2                          |       |               |               |                         |                         |            |            |  |  |        |        |
|  | Nigérie                       | Nigérie                    | 2                          | 1     |               |               |                         |                         |            |            |  |  |        |        |
|  | Nigérie                       |                            | 17. srpna 2011 — Medellín  | 1     |               |               |                         |                         |            |            |  |  |        |        |
|  | Anglie                        | 0                          |                            |       |               |               |                         |                         |            |            |  |  |        |        |
|  | Anglie                        | 0                          | Francie                    | 0     |               |               |                         |                         |            |            |  |  |        |        |
|  | 9. srpna 2011 — Cali          |                            | Francie                    | 0     |               |               |                         |                         |            |            |  |  |        |        |
|  |                               | Portugalsko                | 2                          |       | O třetí místo | O třetí místo |                         |                         |            |            |  |  |        |        |
|  | Portugalsko                   | Portugalsko                | 2                          | 1     | O třetí místo | O třetí místo |                         |                         |            |            |  |  |        |        |
|  | Portugalsko                   | 13. srpna 2011 — Cartagena | 13. srpna 2011 — Cartagena | 1     |               |               | 20. srpna 2011 — Bogotá | 20. srpna 2011 — Bogotá |            |            |  |  |        |        |
|  | Guatemala                     | 13. srpna 2011 — Cartagena | 13. srpna 2011 — Cartagena | 0     |               |               | 20. srpna 2011 — Bogotá | 20. srpna 2011 — Bogotá |            |            |  |  |        |        |
|  | Guatemala                     | Portugalsko (pen.)         | 0 (5)                      | 0     | Mexiko        | 3             |                         |                         |            |            |  |  |        |        |
|  | 9. srpna 2011 — Medellín      | Portugalsko (pen.)         | 0 (5)                      |       | Mexiko        | 3             |                         |                         |            |            |  |  |        |        |
|  |                               | Argentina                  | 0 (4)                      |       | Francie       | 1             |                         |                         |            |            |  |  |        |        |
|  | Argentina                     | Argentina                  | 0 (4)                      | 2     | Francie       | 1             |                         |                         |            |            |  |  |        |        |
|  | Argentina                     |                            |                            | 2     |               |               |                         |                         |            |            |  |  |        |        |
|  | Egypt                         | 1                          |                            |       |               |               |                         |                         |            |            |  |  |        |        |
|  | Egypt                         | 1                          |                            |       |               |               |                         |                         |            |            |  |  |        |        |

### Osmifinále
| 9. srpna 2011 17:00   |        |           |                                                                                    |
| Portugalsko           | 1 – 0  | Guatemala | Estadio Pascual Guerrero, Cali diváci: 34 264 rozhodčí: Djamel Haimoudi (Alžírsko) |
| N. Oliveira 7' (pen.) | Report |           | Estadio Pascual Guerrero, Cali diváci: 34 264 rozhodčí: Djamel Haimoudi (Alžírsko) |

| 9. srpna 2011 17:00           |        |                  |                                                                                             |
| Argentina                     | 2 – 1  | Egypt            | Estadio Atanasio Girardot, Medellín diváci: 40 147 rozhodčí: Markus Strömbergsson (Švédsko) |
| Lamela 42' (pen.), 64' (pen.) | Report | Salah 70' (pen.) | Estadio Atanasio Girardot, Medellín diváci: 40 147 rozhodčí: Markus Strömbergsson (Švédsko) |

| 9. srpna 2011 20:00 |                |              |                                                                                            |
| Kamerun             | 1 – 1 (prodl.) | Mexiko       | Estadio Hernán Ramírez Villegas, Pereira diváci: 21 744 rozhodčí: Wilson Seneme (Brazílie) |
| Ohandza 79'         | Report         | Orrantía 81' | Estadio Hernán Ramírez Villegas, Pereira diváci: 21 744 rozhodčí: Wilson Seneme (Brazílie) |

|                        |       | Penaltový rozstřel  |  |
| Ohandza Nguessi Mbondi | 0 – 3 | Torres Dávila Piñón |  |

| 9. srpna 2011 20:00                          |        |                    |                                                                                                |
| Kolumbie                                     | 3 – 2  | Kostarika          | Estadio Nemesio Camacho (El Campín), Bogota diváci: 36 084 rozhodčí: Mark Clattenburg (Anglie) |
| Muriel 56' Franco 79' Rodríguez 90+3' (pen.) | Report | Ruiz 63' Escoe 65' | Estadio Nemesio Camacho (El Campín), Bogota diváci: 36 084 rozhodčí: Mark Clattenburg (Anglie) |

| 10. srpna 2011 17:00 |        |        |                                                                               |
| Nigérie              | 1 – 0  | Anglie | Estadio Centenario, Armenia diváci: 18 291 rozhodčí: Antonio Arias (Paraguay) |
| Egbedi 52'           | Report |        | Estadio Centenario, Armenia diváci: 18 291 rozhodčí: Antonio Arias (Paraguay) |

| 10. srpna 2011 17:00 |                |             |                                                                         |
| Španělsko            | 0 – 0 (prodl.) | Jižní Korea | Estadio Palogrande, Manizales diváci: 23 618 rozhodčí: Mark Geiger (USA |
|                      | Report)        |             | Estadio Palogrande, Manizales diváci: 23 618 rozhodčí: Mark Geiger (USA |

|                                                 |       | Penaltový rozstřel                                                                                         |  |
| Tello Recio Koke Vázquez Isco Bartra Amat Romeu | 7 – 6 | Jung Seung-Yong Nam Seung-Woo Lee Ki-Je Kim Jin-Su Jang Hyun-Soo Min Sang-Gi Baek Sung-Dong Kim Kyung-Jung |  |

| 10. srpna 2011 20:00                    |        |                | |
| Brazílie                                | 3 – 0  | Saúdská Arábie | Estadio Metropolitano Roberto Meléndez, Barranquilla diváci: 37 448 rozhodčí: István Vad (Maďarsko) |
| Henrique 46' Gabriel Silva 69' Dudu 86' | Report |                | Estadio Metropolitano Roberto Meléndez, Barranquilla diváci: 37 448 rozhodčí: István Vad (Maďarsko) |

| 10. srpna 2011 20:00 |        |         |                                                                                         |
| Francie              | 1 – 0  | Ekvádor | Estadio Jaime Morón León, Cartagena diváci: 15 958 rozhodčí: Kim Dong-Jin (Jižní Korea) |
| Griezmann 75'        | Report |         | Estadio Jaime Morón León, Cartagena diváci: 15 958 rozhodčí: Kim Dong-Jin (Jižní Korea) |

### Čtvrtfinále
| 13. srpna 2011 17:00 |                |           |                                                                                          |
| Portugalsko          | 0 – 0 (prodl.) | Argentina | Estadio Jaime Morón León, Cartagena diváci: 15 946 rozhodčí: Peter O'Leary (Nový Zéland) |
|                      | Report         |           | Estadio Jaime Morón León, Cartagena diváci: 15 946 rozhodčí: Peter O'Leary (Nový Zéland) |

|                                                         |       | Penaltový rozstřel                                 |  |
| Reis Danilo Roderick Rafa N. Oliveira Tiago S. Oliveira | 5 – 4 | Lamela Iturbe Nervo Pirez Ruiz Vuletich Tagliafico |  |

| 13. srpna 2011 20:00              |        |            |                                                                                             |
| Mexiko                            | 3 – 1  | Kolumbie   | Estadio Nemesio Camacho (El Campín), Bogota diváci: 35 501 rozhodčí: Cüneyt Çakir (Turecko) |
| Torres 37' (pen.) Rivera 69', 88' | Report | Zapata 60' | Estadio Nemesio Camacho (El Campín), Bogota diváci: 35 501 rozhodčí: Cüneyt Çakir (Turecko) |

| 14. srpna 2011 15:00            |                |                   |                                                                                 |
| Francie                         | 3 – 2 (prodl.) | Nigérie           | Estadio Pascual Guerrero, Cali diváci: 33 007 rozhodčí: Darío Ubriaco (Uruguay) |
| Lacazette 50', 104' Fofana 102' | Report         | Ejike 90+3', 111' | Estadio Pascual Guerrero, Cali diváci: 33 007 rozhodčí: Darío Ubriaco (Uruguay) |

| 14. srpna 2011 18:00  |                |                          |                                                                                            |
| Brazílie              | 2 – 2 (prodl.) | Španělsko                | Estadio Hernán Ramírez Villegas, Pereira diváci: 29 318 rozhodčí: Walter López (Guatemala) |
| Willian 35' Dudu 100' | Report         | Rodrigo 57' Vázquez 102' | Estadio Hernán Ramírez Villegas, Pereira diváci: 29 318 rozhodčí: Walter López (Guatemala) |

|                               |       | Penaltový rozstřel          |  |
| Casemiro Danilo Henrique Dudu | 4 – 2 | Amat Roberto Bartra Vázquez |  |

### Semifinále
| 17. srpna 2011 17:00 |        |                                  |                                                                                     |
| Francie              | 0 – 2  | Portugalsko                      | Estadio Atanasio Girardot, Medellín diváci: 40 598 rozhodčí: Cüneyt Çakır (Turecko) |
|                      | Report | Danilo 9' N. Oliveira 40' (pen.) | Estadio Atanasio Girardot, Medellín diváci: 40 598 rozhodčí: Cüneyt Çakır (Turecko) |

| 17. srpna 2011 20:00 |        |        |                                                                                             |
| Brazílie             | 2 – 0  | Mexiko | Estadio Hernán Ramírez Villegas, Pereira diváci: 29 812 rozhodčí: Mark Clattenburg (Anglie) |
| Henrique 80', 84'    | Report |        | Estadio Hernán Ramírez Villegas, Pereira diváci: 29 812 rozhodčí: Mark Clattenburg (Anglie) |

### O 3. místo
| 20. srpna 2011 17:00               |        |              |                                                                                   |
| Mexiko                             | 3 – 1  | Francie      | Estadio Nemesio Camacho, Bogota diváci: 36 085 rozhodčí: Antonio Arias (Paraguay) |
| Dávila 12' Enríquez 49' Rivera 71' | Report | Lacazette 8' | Estadio Nemesio Camacho, Bogota diváci: 36 085 rozhodčí: Antonio Arias (Paraguay) |

### Finále
| 20. srpna 2011 20:00 |                |                         |                                                                            |
| Brazílie             | 3 – 2 (prodl.) | Portugalsko             | Estadio Nemesio Camacho, Bogota diváci: 36 058 rozhodčí: Mark Geiger (USA) |
| Oscar 5', 78', 111'  | Report         | Alex 9' N. Oliveira 59' | Estadio Nemesio Camacho, Bogota diváci: 36 058 rozhodčí: Mark Geiger (USA) |

## Vítěz
| Mistrovství světa ve fotbale hráčů do 20 let 2011 Brazílie (5.titul) Gabriel • Danilo • Bruno Uvini • Juan Jesus • Fernando • Alex Sandro • Dudu • Casemiro • Willian José • Philippe Coutinho • Oscar • César • Frauches • Allan • Romário Leiria • Gabriel Silva • Galhardo • Alan Patrick • Henrique • Negueba • Aleks |